# 不来梅德意志室内爱乐乐团

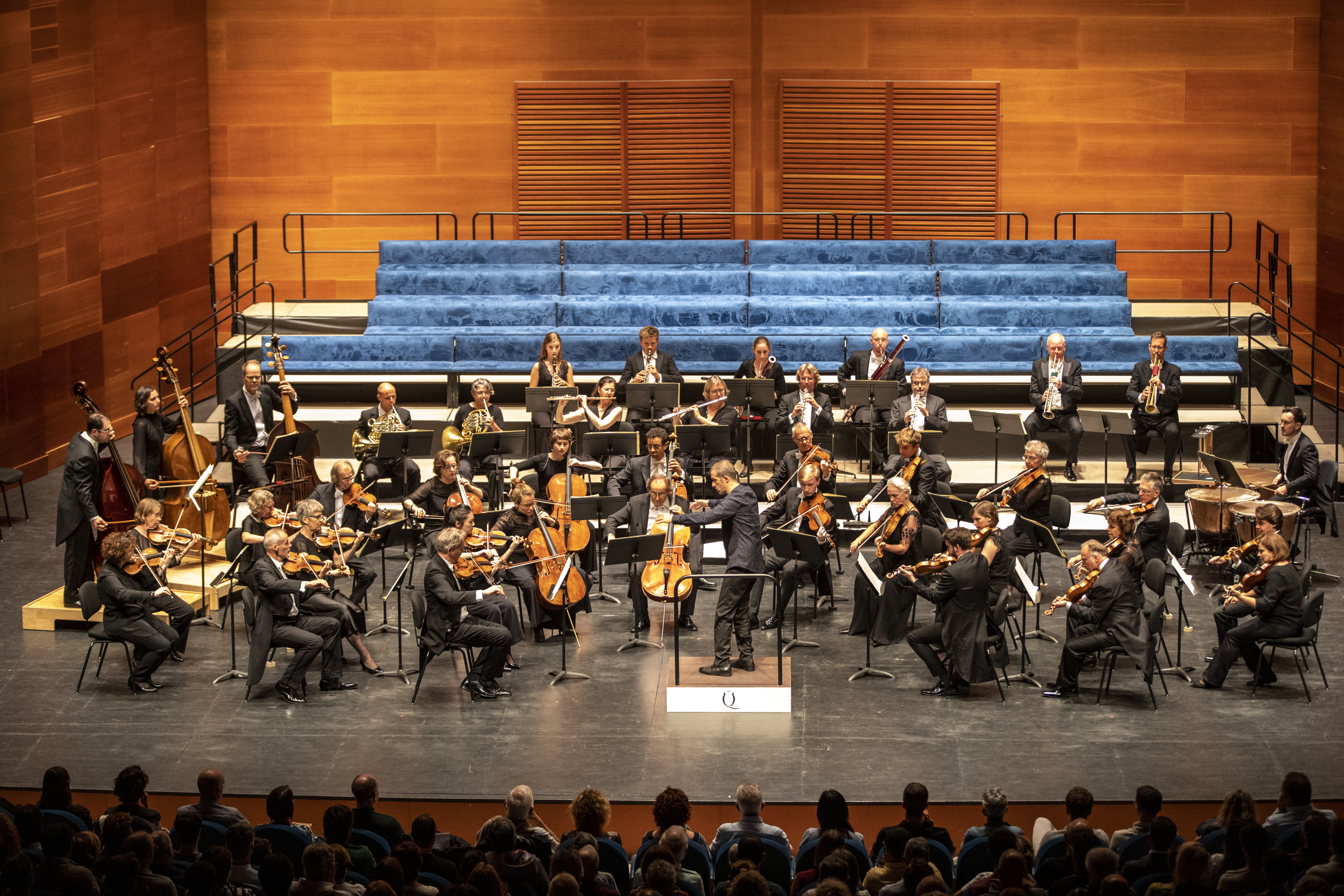
不来梅德意志室内爱乐乐团，2023年9月1日

不来梅德意志室内爱乐乐团（德語：Deutsche Kammerphilharmonie Bremen）是位于德国不来梅的世界著名室内乐团。

## 历史
不来梅德意志室内爱乐乐团的前身，是一些音乐专业的学生于1980年在弗尔岛维克组建的青年德意志爱乐室内乐团（Kammerorchester der Jungen Deutschen Philharmonie），乐团早期的重要演出包括1983年在联合国以及和小提琴家基东·克雷默合作参与的洛肯豪斯室内音乐节。1987年，乐团在法兰克福改建成职业乐团并改为现名，1992年迁至不来梅。
不来梅德意志室内爱乐乐团的演奏家们持有公司股份，这意味着他们在艺术活动之外要负责经营管理，乐团开支有40%来自外界资助。通过与萨尔大学的经济学家的合作，乐团实现了良好的企业管理模式。
乐团合作过的著名指挥包括马里奥·文扎戈、海因里希·席夫、吉里·贝洛拉维克、托马斯·亨格尔布洛克等等。丹尼尔·哈丁1999至2003年间曾担任乐团音乐总监。和乐团合作的知名音乐家还包括皮埃尔·布莱兹、埃萊娜·格里莫、海因茨·霍利格、吉妮·楊森、唐·库普曼、萨宾娜·迈耶、维多利亚·穆洛娃、特雷沃·平诺克等等。
帕沃·耶尔维2004年起任乐团艺术总监，他带领乐团完成了贝多芬全套交响乐的DSD技术录音，并在世界多地演出。

## 商業錄音
- 莫札特交響曲（第35號、第36號與第40號），塔尔莫·佩尔托科斯基指揮，DG發行，2024年